# Gnophos herrichii
Gnophos herrichii är en fjärilsart som beskrevs av Charles Oberthür 1913. Gnophos herrichii ingår i släktet Gnophos och familjen mätare. Inga underarter finns listade i Catalogue of Life.